# Groupe Memphis
Le groupe Memphis, créé en Italie au cours des années 1980, est un mouvement de design et d'architecture influent.

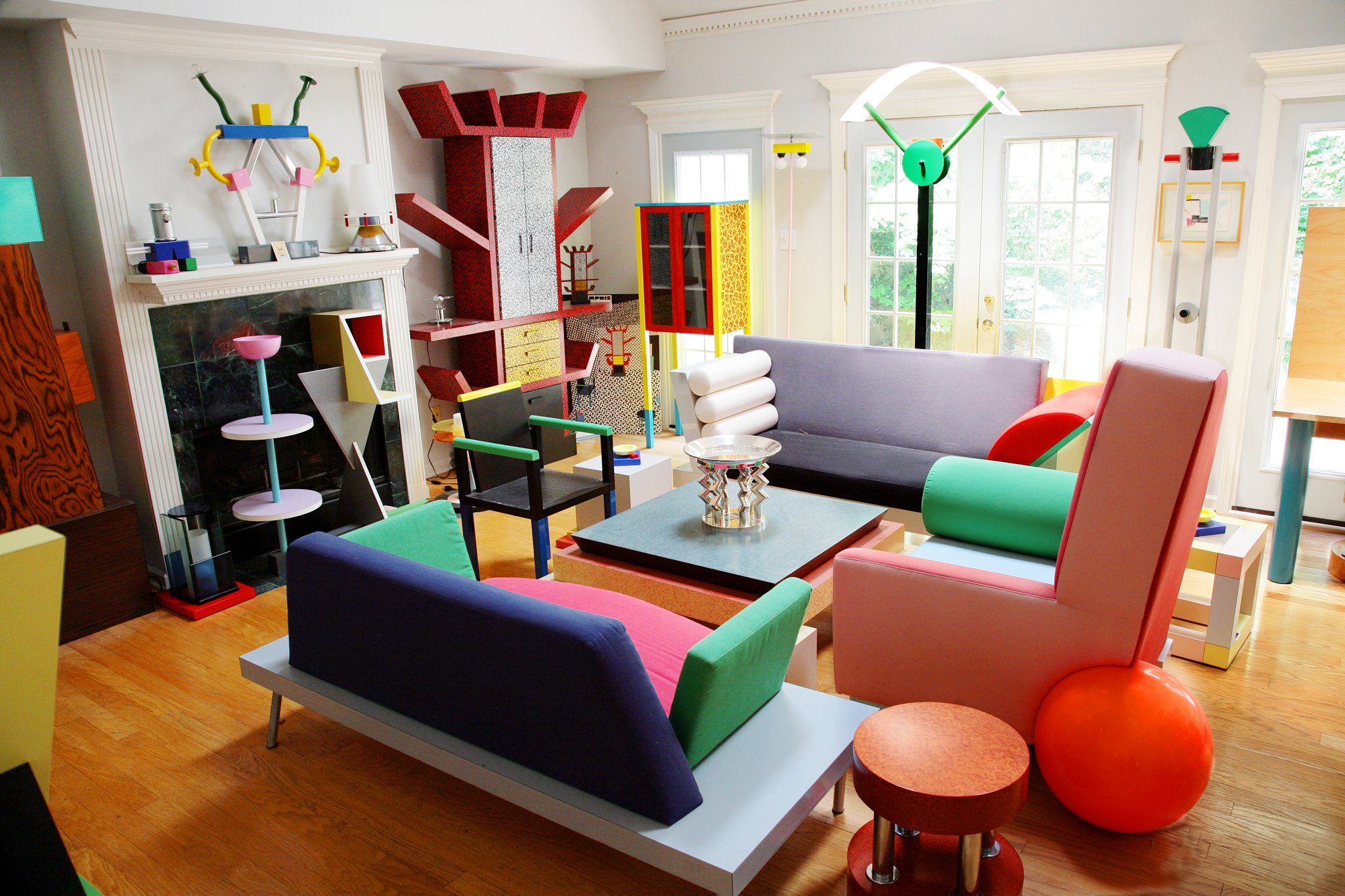
Une collection d'objets Memphis.

## Historique
Le groupe fut fondé à Milan par Ettore Sottsass le 11 décembre 1980, et ses membres résolurent de se réunir une nouvelle fois avec leurs projets en février 1981. Il a ensuite compté parmi ses membres Michele De Lucchi, Matteo Thun, Marco Zanini, Aldo Cibic, Andrea Branzi, Shiro Kuramata, Michael Graves, Peter Shire, Javier Mariscal, Barbara Radice, Martine Bedin, George J. Sowden (en), Masanori Umeda et Nathalie du Pasquier. Il s’est dissout en 1988.
Memphis apparut dans une nouvelle voie du design italien, s'ouvrant davantage sur la mode et les mouvements artistiques internationaux du moment tel L'anti-design (le pop art survenant plus tôt). Il déstabilisa d'emblée les codes du design post-Bauhaus en introduisant une gamme beaucoup plus large de couleurs, le motif, l'usage du stratifié dans le mobilier et plus généralement, des formes nouvelles dans les meubles, les luminaires ou les éléments de table.
Nommé d’après la chanson de Bob Dylan Stuck Inside of Mobile With The Memphis Blues Again de l'album Blonde on Blonde, le nom faisait référence non seulement au rock, mais aussi à la capitale de l'ancienne civilisation égyptienne, et bien sûr à la ville où vécut Elvis Presley. Il possédait un sens de l’humour qui faisait défaut à l’époque dans le design. Imaginé pour mélanger les styles, les couleurs et les matériaux du XXe siècle, il se positionnait comme une mode plutôt que comme un mouvement académique. Il espérait faire disparaître le style international où le post-modernisme s'était engagé, préférant faire renaître purement et simplement le modernisme et le continuer plutôt que d’en faire une relecture. De 1981 à 1988, Memphis expose à Londres, Chicago, Düsseldorf, Édimbourg, Genève, Milan, Hanovre, Jérusalem, Los Angeles, Montréal, New York, Paris, Tokyo et Stockholm.

### Naissance de Memphis
Les relations et partenariats entre industries et designers étaient bien établis dès les années 1970, et pouvaient être comparées avec les autres tendances qu'on retrouvait dans les expositions telles que la grande démonstration du MOMA, Italy: the New Domestic Landscape de 1972. On retrouvait alors dans le paysage du design italien une véritable identité, mentalement représentée par le groupe Sottsass Associati. À ce moment-là, l'Italie faisait figure de modèle car elle illustrait parfaitement le nouveau mode de production prisé par les industries, où les problèmes posés et les limites du design contemporain sont appréhendées par différentes approches.
Avec l'apparition de nouveaux groupes (Global Tools, Archizoom, Superstudio, l'Ufo, Zzigurat, 9999...) l'artisanat apparaît soudain comme un lieu d'expérimentation et plusieurs vont s'engouffrer dans cette nouvelle/ancienne voie. En octobre 1980, Sottsass était confronté à deux propositions. D'un côté, Renzo Brugola, un vieil ami et propriétaire d'un atelier de menuiserie lui déclarait sa volonté de « faire quelque chose ensemble comme au bon vieux temps » (comme dans les années 1960 à Poltronova) ; et de l'autre, Mario et Brunella Godani, propriétaires de la nouvelle Design Gallery Milano, lui demandèrent de créer du « nouveau mobilier » pour leur magasin.
Mais la création de Memphis ne fut pas un acte formel et n'a pas suivi de plan directeur. Une idée précise de ce qu'est Memphis, dans le sens d'un manifeste, n'existe pas. Un point de vue montre que cette idée précise n'existe pas parce que les racines, la poussée et l'accélération de Memphis sont éminemment anti-idéologiques. En fait, le phénomène de perte des idéologies s'intensifiait à cette période en prenant différents aspects selon la conception. On peut dire que Memphis était anti-idéologique aussi parce qu'il cherchait des possibilités et non pas des solutions. Ainsi, le groupe s'inquiétait davantage de l'extension du champ d'action, de l'élargissement de la conscience, de faire bouger les choses, en discutant des conditions, et par la mise en place de nouvelles opportunités.
Au sein du groupe, toutes les décisions, les initiatives et les inventions étaient considérées comme provisoires ou des variantes de hasard, jamais comme des certitudes. Aussi, Memphis ne proposait pas vraiment des utopies.Il ne se posait pas, comme ont pu le faire les artistes de l'Avant-garde radicale (Kandinsky, Malevitch, Duchamp...), dans une position critique à l'égard de la conception; il ne pratiquait pas le design comme une métaphore idéologique. Le groupe proposait plutôt le design comme un moyen de communication directe. Memphis a abandonné les mythes du progrès et d'un programme de régénération culturelle capable de changer le monde selon une conception rationnelle. Ayant également abandonné les utopies mondialistes des années 1960 et 1970, il franchit la première étape vers la recomposition d'une culture de conception ouverte et flexible qui est au courant de l'Histoire, conscient de la consommation comme une recherche de l'identité sociale et de l'objet comme un signe par lequel un message est transmis. Cette culture est activement engagée, comme le dit Branzi, dans la reconstitution d'un système de relations expressives et émotionnelles entre l'homme et les objets de son habitat domestique, ralliant ainsi la conception à l'architecture et à la ville.

### Le design selon Memphis
L'attitude de Memphis affectait l'approche traditionnelle même de la conception. Le groupe affirmait que la conception n'était jamais la «solution» à un problème, car aucun problème n'est jamais un événement immobile et isolé mais une variable, au milieu d'autres problèmes également en mouvement. En accord avec cette attitude et avec l'idée qu'il n'y a pas de réalités objectives mais des formes et des perceptions culturelles, les designers de Memphis ont commencé à ne plus construire des objets autour d'une structure mais à les construire ouverts, afin de les désintégrer pour pouvoir les lire et les manipuler comme un système de signes.
La conception selon le groupe était donc permissive: elle exprimait des « états intermédiaires » ou des ensembles de relations au lieu d'exprimer des pensées structurées et se fondait sur la façon dont le consommateur l'expérimentait. Un meuble Memphis était donc assemblé de manière linguistiquement contrôlée, et la forme finale n'était pas le résultat d'une histoire de design organisé mais un mélange de possibilités, un accident qui représentait la logique variable et instable des pièces qui le composaient : volumes divisés en différents types de surfaces, surfaces fragmentées par la décoration et diversifiées par les textures, les matières et les couleurs.
Le groupe, né au sein même de la société de consommation, était attiré plutôt que repoussé par elle, et tout en se proposant pour la consommation, il continuait d'essayer de mettre à jour son iconographie. Aussi, son public était relativement « branché » et élitiste, cependant Memphis n'a jamais été un groupe voulant aliéner le consommateur et Sottsass a toujours partagé ses interrogations sur le rôle que doit jouer le design,. En tant que designer il s'est toujours senti exploité et limité par l'appareil de production. Pourtant, et c'est certainement une idée qui influença Memphis, il pensait que c'est de l'intérieur du système que l'on peut intervenir sur l'élaboration des objets et ainsi influencer la conception de la vie. « Aujourd'hui, tout ce que l'on fait est consommé. (Le Design) est dédié à la vie, pas à l'éternité » (Ettore Sottsass). Dès le début, Memphis a donc essayé d'établir une relation spéciale avec l'industrie, la faisant jouer un rôle différent. La relation du groupe avec l'industrie était d'une nouveauté colossale du point de vue de la gestion, de la production et de la distribution. Le groupe a culturellement conçu en termes industriels. Andrea Branzi allait jusqu'à déclarer : « Avec Memphis nous avons trouvé un mode d'organisation et de production qui nous a permis de briser le rapport normal entre design et industrie et de mettre l'industrie au service des designers, au lieu d'être nous-mêmes au service de l'industrie ». Le groupe a donc utilisé ces moyens en reconnaissant le rôle important de l'industrie en tant que catalyseur et promoteur de la culture publique et du plaisir, et en se réservant la possibilité de modifier, le cas échéant, certaines de ses rigidités et de ses régimes. En d'autres termes, Memphis utilisait les structures les plus agiles et les plus souples disponibles sur le marché.

### La première exposition et le succès
L'ouverture de la première exposition était prévue pour le 18 septembre 1981 dans la galerie Arc 74 à Milan. Pour celle-ci, le groupe avait dû préparer les dessins techniques du mobilier, la production des meubles, trouver un fabricant de lampes, produire les céramiques, convaincre l'imprimerie Abet Print pour produire de nouveaux laminés plastiques, trouver un fabricant de tissus, les produire, puis communiquer avec des designers et architectes étrangers à propos de leurs dessins, photographier les meubles, inventer les graphiques car il n'y avait pas d'argent pour payer un studio, concevoir deux affiches, une invitation, un catalogue et un dossier de presse. À l'ouverture, il y avait trente et une pièces de mobilier exposées, trois horloges, dix lampes, onze céramiques, et 2500 visiteurs! Au mois de juin, Memphis avait même réussi à trouver un homme d'affaires prêt à former une société et à distribuer le groupe sur le marché international. Il s'agissait Ernesto Gismondi, alors président d'Artemide et à qui Sottsass avait demandé de produire quelques lampes pour Memphis, et qui devint président et actionnaire majoritaire du groupe.
Memphis est apparu avec l'idée de changer le visage du design international et a choisi le moyen le plus efficace et direct de le faire. Le groupe a également fait ses débuts d'une manière quelque peu tapageuse: il est apparu avec un grand nombre de produits présentés au son d'une bonne musique rock et avec une certaine allure. L'idée était d'attirer l'attention et la réponse fut immédiate. L'ouverture de l'exposition au Arc 74 fut suivie d'une vague d'intérêt chez le public et dans la presse. Toute l'idée de Memphis était basée sur la représentation provisoire des états provisoires, des évènements et des signes qui se fanent, le flou, le brouillard, et comment ils sont consommés.
Memphis travaillait pour la culture contemporaine mais concevait aussi pour la consommation. Leur marque de communication consistait à présenter un objet qui est attrayant en raison de son côté insaisissable, évanescent, consommable, et de manière perverse « inutile » et dont les qualités sont par conséquent infiniment désirables. Leur communication appelait toujours à un échange de fluides et de tensions, pour une provocation et un défi. Memphis ne prétendait pas savoir ce dont les gens avaient besoin mais il courait le risque de deviner ce qu'ils « voulaient ». En d'autres termes, il utilisait les futurs concepts de vente et devançait le système de production sans le vouloir.
La qualité Memphis est sans intérêt dans le sens où c'est une qualité à l'opposé de la durée, avec de l'auto-destruction. Le groupe s'était alors bel et bien débarrassé de la doctrine de la belle forme, du Bon Design. Tout l'intérêt de la création du design en Italie sera alors fixée sur les surfaces et les motifs colorés.

## Matériaux

### Nouvelles recherches
L'apparition du laminé plastique, en plus d'avoir montré de nouvelles perspectives dans la conception de meubles, a également ouvert la voie à une série de réflexions, et de révisions sur le thème des matériaux, de leur qualité, des combinaisons possibles et de leur charge culturelle. En conséquence, les matériaux ont commencé à être lus, choisis et utilisés non seulement comme outils ou supports de conception, mais comme protagonistes actifs, véhicules privilégiés de la communication sensorielle, des cellules autonomes racontant chacune leur propre histoire. Les designers de Memphis ont effectué leurs recherches sur les matériaux dans deux directions: ils voulaient toute la liberté de produire avec des matériaux qui n'ont pas été consommés par les cultures institutionnalisés, et les mélanger avec des matériaux liés à une culture particulière « pour voir si quelque chose pouvait se faire ».
En plus des plastiques unis ou imprimés stratifiés, la production de Memphis comprenait de nombreux autres matériaux industriels: verre imprimé, feuille-métaux, celluloïds, finitions en acier zingué et texturé, peintures industrielles, tubes néon, ampoules de lumière colorée...
Évoluant dans ce contexte de liberté faisant plus appel aux qualités physiques que de l'intellect, les designers de Memphis réussirent même à revitaliser des matériaux déjà culturels, traditionnels et familiaux. Le marbre par exemple, est utilisé dans des formes irrévérencieuses qui ne correspondent pas au contexte classique (voir photo de l'Agra d'Ettore Sottsass), ainsi que l'aluminium ou la fibre de verre couplés avec des peintures lisses (voir photo de la lampe Super de Martine Bedin). De nombreux matériaux furent ainsi changés de leur contexte initial, étirés et déformés au point de devenir méconnaissables. Ce qui comptait pour les designers de Memphis c'était l'image, la conception, le produit final, la force figurative, la communication.

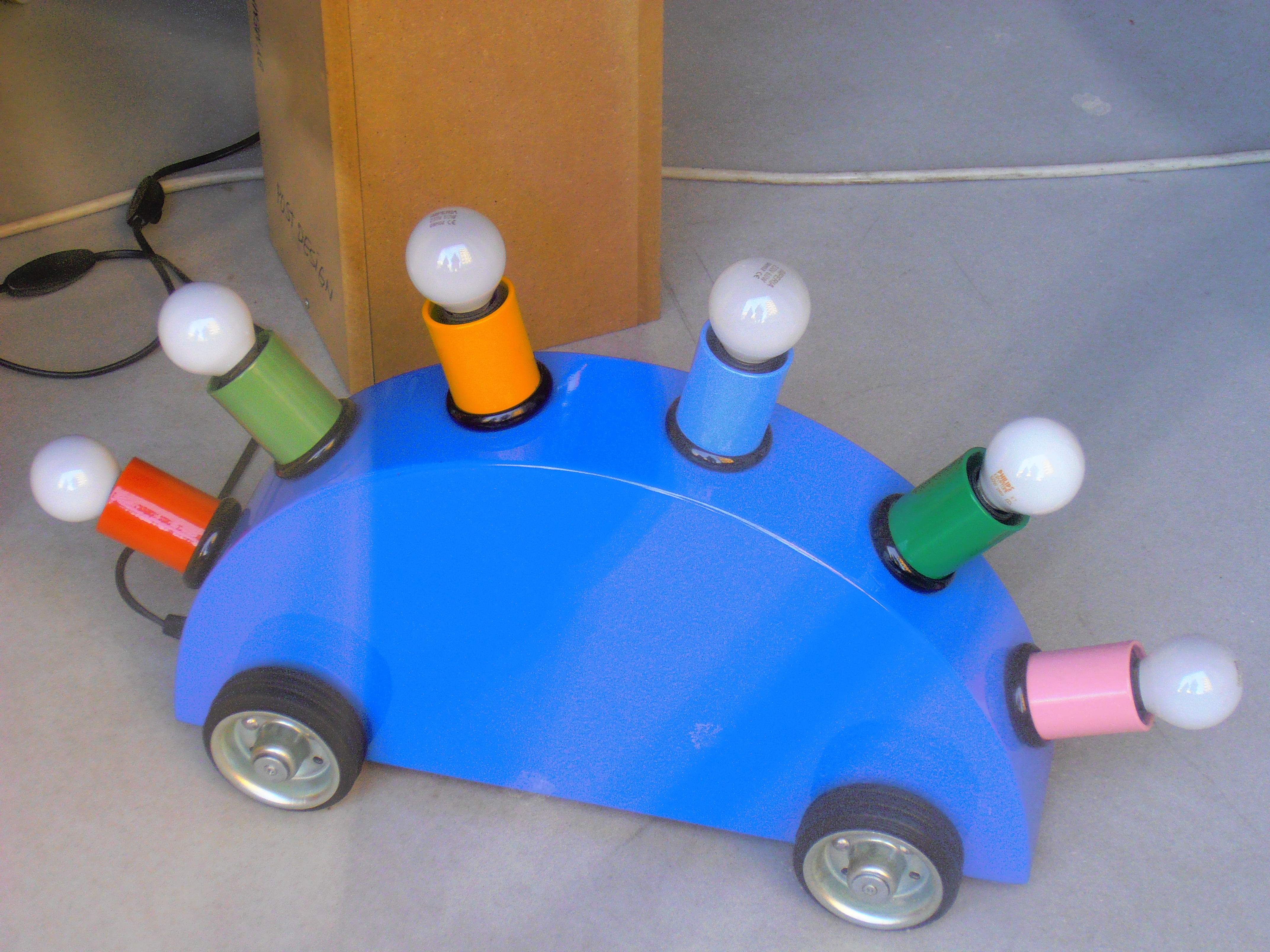
Lampe Super de Martine Bedin.

L'utilisation libre et facile, anarchique et effrénée de matières imprévues et imprévisibles, l'utilisation combinée de matériaux hétérogènes, pas chers et couteux, de textures rugueuses et lisses, de surfaces opaques et pétillantes, tendent à la fin à transformer un meuble en un système complexe de communication.

### L'usage du laminé plastique
L'une des plus importantes innovations de Memphis, la plus grande contribution au changement de style dans le mobilier design fut sans doute l'usage nouveau du laminé plastique dans l'ameublement.Tandis que la plupart des designers envisageaient la matière comme une question secondaire ou accessoire, Memphis mit le problème du matériau au cœur de sa réflexion. Ainsi, l'utilisation de différents matériaux permettait non seulement de nouvelles possibilités en termes de structure, mais surtout en termes sémantiques et métaphoriques, de nouveaux modes de communication, un autre langage, une nouvelle direction, et l'appropriation de nouvelles valeurs, avec le renouvellement des structures traditionnelles.
Certes, le laminé plastique n'était pas un nouveau matériau à proprement parler déjà à l'époque. Les laminés plastiques apparaissent en général quelques années auparavant sur les tables et les chaises des bars ou des cafés puis se sont développés dans toutes sortes de commerces. Il fait son entrée dans les habitations quelques années plus tard, grâce à ses qualités pratiques et fonctionnelles. Mais auparavant, ils étaient « cachés » dans les salles de bain ou chambres d'enfants, et encore aujourd'hui ils sont une métaphore pour la vulgarité, la pauvreté et le mauvais goût . Memphis retourna alors la situation : il en mit partout dans ses pièces d'habitations, il l'étudia et en explora tout le potentiel; il le décora de nouveaux motifs originaux et en colla sur les tables, les consoles, les chaises, les étagères, les canapés, jouant sur leurs qualités non culturelles et l'uniformité de leur surface.
Les laminés plastiques modelés furent si importants dans la définition du « Nouveau design » que leur naissance coïncida avec la recherche dans de nouveaux types de mobilier, entrepris par Sottsass suivant l'accord de 1977 avec la firme Croff Casa. C'est donc probablement pourquoi les décors de Memphis ont tant de force et un impact immédiat dans le ressenti d'émotions différentes. En effet, peu après leur début pour le mobilier design, ces motifs apparurent sur des T-shirts, des pulls ou comme supports graphiques pour des magazines, et même en imprimés pour une fameuse marque de chaussure.

## Couleurs

### Comme partie intégrante du design/de l'objet
Avant la naissance de Memphis, la couleur dans le mobilier était existante mais secondaire. La grande majorité du mobilier européen était réalisée à partir de « matière » et les couleurs s'y ajoutaient après, comme un détail ou une incrustation. L'introduction de la décoration et de la couleur, ensemble, dans le contenu même du design, est un des ingrédients actifs servant à faire passer les messages complexes transmis par le mobilier.
Les couleurs avec Memphis n'étaient jamais « rajoutées », elles faisaient partie intégrante de la structure, de la création même de l'objet, et en modifiait les molécules mêmes. Elles fonctionnaient donc comme une caractéristique intrinsèque d'une certaine forme et d'un certain volume, et étaient toujours faites à partir d'un pigment, jamais d'une patine. Michele De Lucchi expliquait ainsi que « dans Memphis il n'y a pas de couleur dominante ou de couleur de fond ». Les couleurs utilisées par le groupe ne fonctionnaient pas à travers les relations d'un système chromatique, mais grâce à la proximité, comme en Orient ou comme avec Matisse (qui avait aussi appris la couleur de la peinture orientale). La juxtaposition de masses colorées, des matériaux et des volumes, faisait alors vibrer la couleur tout en créant des résonances et des dissociations. Les couleurs utilisées par Memphis n'étaient donc pas sensationnelles uniquement parce qu'elles étaient présentes mais parce qu'elles représentaient toute une nouvelle dimension dans la conception même. Il peut être noté une référence à Baudrillard et notamment à son Système des Objets (1968), où le sociologue étudie l'évolution des objets et du mobilier vers des matériaux plus neutres, et celle des intérieurs devenant modulables.
Ainsi, avec Memphis l'objet n'avait pas vocation à être confortable ou fonctionnel, il énonçait (ou dénonçait) un discours (celui du capitalisme et de la civilisation), traduisait une interrogation (celle du lien designer-industrie), et se moquait (du Bon Design). Les couleurs vives se développent alors et un nouvel univers naît de ces remises en question permanentes et de ces contradictions.

### Comme symbole de non-culturalisme
Les qualités chromatiques de Memphis ne ressemblaient pas à celles des couleurs plus anciennes ou allusives mais à celles de la bande-dessinée (voir les pièces de De Lucchi ou de Bedin), en plastique, parfaites, artificielles (voir le Bel Air de Peter Shire).
La couleur de Memphis est le fruit d'un métissage de symboles, de détournements géographiques, géologiques ou historiques. Mais la véritable influence, la plus repérable, se trouve au cœur de la culture populaire américaine. Mais la couleur du groupe ne suivait pas non plus de ligne directrice rigide ; au contraire, comme le soulignait Zanini, c'est une « teinte changeante de l'existence ». En trois ans d'expériences et d'expérimentation, les tons criards, drôles et un peu enfantins des premiers temps ont été arrondis, harmonisés et classés, tout comme les formes; et sont devenus redondants, plus simples et plus nets. En fin de compte, comme toujours, l'idée de base de Memphis était de secouer la routine conditionnée et de récupérer une énergie fraîche, en suivant la logique du moment, de regarder les choses avec un nouveau point de vue, et d'examiner toute nouvelle possibilité.
Claire ou foncée, pale ou saturée, brillante ou mate, la couleur de Memphis pouvait être une question de hasard ou de nécessité, de travail ou de plaisir mais jamais un problème.

## La décoration intérieure selon Memphis

### Comment le groupe aborde la décoration
Memphis était aussi principalement lié à la décoration et au rôle qu'elle joue dans la conception. À cet égard, les designers du groupe étaient très catégoriques, très anarchiques, très radicaux. Michele De Lucchi notamment croyait fermement que la décoration pourrait constituer un élément clé dans la réinvention de la figuration et de l'image et il déclarait : « dans un objet traditionnellement conçu la surface était une unité. Jusqu'à il y a quatre ou cinq ans, les gens consacraient toute leur énergie à rendre les surfaces homogènes, associables, et continue aujourd'hui. La tendance est de voir la conception non pas tant comme une unité, mais comme une somme de parties. Nous en sommes presque au point d'étudier les cellules qui composent les objets, et elles font partie de ce processus ». Les objets étaient conçus non plus par l'extérieur selon une certaine conception de la structure, mais directement modifiés de l'intérieur, dans un processus inverse qui adapte la structure finale. À ce stade, la question qui se posait n'était plus celle d'une simple innovation formelle - addition, soustraction, ou en changeant la direction des choses - mais celle de la subversion radicale de la conception. Le design n'était alors plus une solution, mais une hypothèse. Ce n'était pas une déclaration définitive, mais une étape, une forme de vie instable qui évoluait dans le temps. D'ailleurs c'était bien la décoration pour elle-même que prônait Memphis, avec un retour à la spontanéité. Le mobilier de Memphis – et particulièrement les pièces dessinées par Sottsass, Sowden, et De Lucchi - est construit pour la décoration. Les œuvres des designers de Memphis étaient des assemblages, des agglomérats, des tas de dépôts de décorations qui se chevauchent, se croisent, s'additionnaient et se coulaient ensemble, mais toujours en maintenant leur indépendance linguistique. Elles n'étaient jamais subordonnées les unes aux autres et elles n'étaient jamais subordonnées à la conception. Du point de vue du design décoratif, l'une des plus grandes innovations qu'apporta Memphis fut le passage à une plus grande échelle, aux trois-dimensions et aux larges espaces habitables. Les innovations linguistiques et formelles prirent forme également à chacune des expositions du groupe.